# Colegio Santa Cruz de Río Bueno
El Colegio Santa Cruz de Río Bueno, es una institución ubicada en la comuna de Río Bueno, provincia del Ranco, Región de los Ríos. 
Fundado por el padre Teodosio Florentini (1808-1865) y la Madre María Bernarda Heimgartner( 1822-1863) ofrece a la comunidad de Río Bueno una enseñanza académica científico- humanista – católica hace más de 100 años, llegando a ubicarse en Río Bueno el 22 de noviembre de 1901.

## Historia
La fundación del Colegio Santa Cruz nos transporta inmediatamente a la Suiza del año 1808; en ese tiempo este país vivía guerras y disturbios.
El padre Teodosio Florentini, nació el 23 de mayo de 1808, en Müstair, Grisones en la frontera suizo-italiana. 
A los 8 años pierde a su padre. Su madre la Señora Ana Fallet de Florentini se dedica enérgicamente a la educación de sus cuatro hijos, dos hombres y dos mujeres. La madre del padre Teodosio, consciente de las aptitudes de su hijo decide enviarlo donde su hijo mayor a Stans, la opción fue la correcta Teodosio demostró ser un alumno aventajado, permaneciendo allí dos años.
El padre Teodosio vivió en un momento donde la visión del país era bastante anticristiana, las ideas liberales y conservadoras llevarían a cabo una guerra civil en 1847.
Estas dos corrientes de pensamiento afirmaban que el hombre es libre en su actuación moral, siendo él mismo el responsable a la hora de actuar. Por lo tanto la educación debía liberarse de toda influencia religiosa, ya que ella impone normas morales.
Para el padre Teodosio la educación era fundamental, consideraba que eran especialmente las personas consagradas las que debían asumir la responsabilidad de la Iglesia y mantener la fe en el pueblo mediante la educación cristiana.
“No creo que me equivoque, cuando digo que la situación de los católicos en Suiza se mejorará más rápido por medio de la educación cuidadosa de la juventud femenina que por otros medios. “
El padre Teodosio trato de mejorar la educación que recibía hasta entonces la juventud femenina, su propósito siempre fue formar futuras mujeres cristianas y buenas madres que serían el gran paso para formar un país más sano y feliz.
Para el lo principal era formar la escuela, para esto se necesita el apoyo de la familia primordialmente, porque esta obra no la puede hacer una persona, tampoco el sacerdote o el profesor, es una tarea de todos, familia y escuela deben apoyarse y complementarse mutuamente.
La escuela ha de ser práctica, es decir, acomodada a las capacidades de los alumnos y a las necesidades de la vida.
Durante toda su vida al Padre Teodosio le tenía preocupado el problema de como unir lo cristiano y lo humano, era reformador católico por vocación, siempre buscaba y experimentaba nuevos caminos para demostrar la vitalidad de la iglesia.
Para el padre Teodosio Dios no podía quedar fuera de las matemáticas, de la Filosofía, de la Biología, Geografía e Historia, porque todo tenía fundamento y su finalidad en Dios.
Así el padre Teodosio creó un pensionado para niñas, en el convento de las religiosas, que luego fue un éxito en cuanto a matrículas y a eficiencia.
En algunas de sus reflexiones señala:
¿De qué sirven escuelas cristianas y trabajo pastoral, si la ayuda material a los enfermos, inválidos, ancianos, enfermos mentales, hambrientos, presos y rehabilitados, se descuida completamente? De ahí viene:
Las Hermanas deben estar preparadas para desempeñarse en cualquier lugar; Yo mandaré hermanas a los lugares, donde se les espera ardientemente, es decir, a los pobres, los analfabetos, los enfermos, los marginados, los huérfanos, a los niños que trabajan en fábricas y a los obreros. Ellas deben llevar una vida que sea capaz de mostrar la presencia de Cristo entre los hombres. Mostrarán cuan activo y eficaz es el amor al prójimo. Van a compartir la pobreza y la penuria de los pobres.”Bajo estos fundamentos nacería el instituto de las Hermanas Maestras de la Santa Cruz, sus primeras integrantes serían las jóvenes: Ana María Heimgärtner, Ana María Kraner y Walgurga Mader que al emitir sus votos religiosos, pasarían a llamarse Sor María Bernarda, Sor Felicia y Sor Cornelia, respectivamente. 
Madre Bernarda Heimgartner, nació el 26 de noviembre de 1822, en Fislisbach, aldea agrícola del cantón de Argovia. 
Su padre, Enrique José, nació el 15 de marzo de 1788 en Fislisbach. En el año 1816 se casó con Ana María Trueb, hermana del párroco de Fislisbach. Él murió a los 48 años, en 1836, cuando ella sólo tenía 14 años. 
Ana, la madre de la hermana Bernarda, era la cuarta hija de seis hermanos, Elizabeth la menor, se formó como religiosa, se consagró a Dios en el Instituto de las Hermanas Maestras de la Santa Cruz de Menzingen. La familia de Ana estaba muy ligada a la vida cristiana en su pueblo por lo que Madre Bernarda fue impulsada por su familia a vivir bajo los valores de la fe cristiana, el amor por el prójimo, y la educación. 
Sor María Bernarda Fue una joven que con sacrificio, superando muchos obstáculos y dificultades logró terminar sus estudios de profesora, se entregó a su trabajo sin reflexionar mayormente sobre lo que le estaba planteando la vida.
Las novicias toman el nombre de Sor María Bernarda Heimgartner, Sor María Feliciana Kramer y Sor María Cornelia Maeder; su noviciado terminaría en el otoño de 1844.
El Padre Teodosio, después de conversar con el párroco Röllin de Menzingen, el presidente cantonal Francisco José Hegglin y otras autoridades sobre el ofrecimiento de abrir una escuela femenina en Menzingen. 
Las tres novicias aceptan la proposición del Padre Teodosio de establecerse en Menzingen. El 16 de octubre de 1844, llamadas a Altdorf por el Padre Teodosio, Hermana Bernarda y sus dos compañeras hicieron los votos religiosos. Este acto marcó la fundación del Instituto de las Hermanas Maestras de la Santa Cruz de Menzingen.
Hermana Bernarda acogió el llamado de Dios y del Padre Teodosio para ser la primera Superiora de la Congregación Santa Cruz.
La empatía de las hermanas con los niños no solo las llevó a conquistar sus corazones, además el de sus madres, y del pueblo entero así cada vez crecía la gratitud por las hermanas y el sentimiento cristiano se radicaba más en las personas, los niños pronto aprenderían a leer, escribir y en un futuro serían el sostén de sus familias.
Cuando carecemos de posesiones y de fuentes de ayuda, entonces confiamos en Dios con más fuerza, en ese Dios que hasta ahora se ha mostrado tan bueno y amoroso con nosotras.
El 13 de diciembre de 1863, entre las seis y media y las siete de la tarde Madre María Bernarda, falleció, teniendo más de 41 años de edad y 19 de vida religiosa, el 16 de diciembre fue sepultada, en la capilla “Santa Ana” del cementerio de la Iglesia parroquial.

### Llegada a Chile
En marzo del año 1898 gracias a la Madre Superiora General Salesia Strickler, el legado de la Madre María Bernarda cruza continentes aceptándose el ofrecimiento que hacen los padres capuchinos, para que las hermanas llegaran hasta América, especialmente a Chile, este permiso tardaría un tiempo ya que la Madre Superiora General Salesia Strickler falleció el 17 de mayo del mismo año. 
El proceso se retrasaría tres años, luego que el reverendo Burcardo prefecto apostólico de los capuchinos de Valdivia, escribiera al reverendo Padre provincial Benno de Altötting Baviera la solicitud de hermanas maestras de la Santa Cruz para la misión en Chile.
Doña Carmen Goycolea una dama rica de Santiago, ofrece a las hermanas casas y terrenos que posee en Río Bueno.
La recepción de la solicitud echa por el reverendo Burcardo se consolida el año 1901 un 10 de julio donde se destina la salida de: 
Sor Carlotta Andreoli, Sor Sira Mombelli “Camila” de Morbio, Sor Alessandrina Piffaaretti “Ida” de Induna, Sor Juana Francisca, Sor Borromea Hardegger “ida” de Cantón St- Gallen. 
En octubre comenzarían los primeros preparativos para el viaje, la última santa misa, luego una despedida dolorosa.
El día 8 del mismo mes a las 10 de la noche viajaron a Amberes; llegando a las 11 A. m. cuatro días de espera en el hotel Luxemburgo allí esperaban más compañeros de viaje, el Reverendo Padre Benno, Provincial, y el Padre Eustasio, su Secretario, el Padre Ángelus, Padre Mamerto, los Reverendos Hermanos Wilibaldo y Colonat. 
El 13 de octubre fue la salida al mar del vapor “Denderath”, llegando el 15 de noviembre a Punta Arenas, el viaje fijaba seguir por el Estrecho de Magallanes pero el capitán tenía otros planes tomó el canal de Smith y por él llegaron a alta mar, el 20 de noviembre llegaron al puerto de Corral, viajando rápidamente hacia Valdivia, el 22 de noviembre Viajaron de Valdivia por tren a La Unión más o menos 3 o 4 horas, donde las esperaban el Reverendo Padre Fortunato de Río Bueno, también doña Carmen Goycolea con dos compañeras para llevarlas a Río Bueno.
El convento Santa Cruz de Río Bueno fue fundado a la espera de la llegada de las hermanas, el 22 de noviembre de 1901. El primer año, 1902, la matrícula llegó a 126 alumnas, 63 internas y 63 externas. Y seguía creciendo rápidamente 
En los siguientes años 1902, 1904 fueron cambios estructurales los que vivió el colegio en ese tiempo era un espacio reducido, de tal manera que se amplió la capilla. 
Ya en 1907 los cambios son más radicales las alumnas salieron ya el 9 de septiembre de vacaciones porque había que ampliar de nuevo el edificio, esta vez la parte denominada Santa Cruz.
El 15 de marzo de 1956, se abre el curso de I Humanidades, en el mes de diciembre son 43 alumnas las que rinden exámenes. 
En abril de 1957 llega una monja llamada Sor Berman, de origen suizo que primero llega como profesora de Música para después 24 años después transformarse en una de las personalidades más importantes de este colegio transformarse en subdirectora en 1978.
El 8 de mayo de 1960 es Inaugurado el Gimnasio con una Santa Misa, y bendecido por el Padre Ambrosio. En la ocasión, hubo también un acto literario y un discurso del Heriberto Sommer, presidente del Centro de Padres en ese entonces. 
En 1983 se comienza la demolición del antiguo colegio, para iniciar los trabajos del nuevo establecimiento, con internado y capilla nueva. 
Ya en el año 1996 (14 de septiembre) se compra la “Esquina Rebhein”. La Directora, Hermana Digna Gutiérrez y la Consejera Ecónoma de la Congregación Hermana Magdalena Vega, junto al Propietario Don Enrique Rebhein, se dirigen a la Notaría a firmar las escrituras. Todo el Colegio, alumnos, profesores, auxiliares, salen a las calles a demostrar su alegría por la bella adquisición. Ello se transformó en biblioteca hasta el año 2006, para ahí en el año 2008 en adelante construir el nuevo sector de entrada o frontis del colegio. El año 2008 se construyó el nuevo gimnasio del colegio en el cual se hizo una ceremonia con todas las personas importantes de la comuna y alrededores. El gimnasio consta en grandes avances para todo lo deportivo en el colegio como los deportes más importantes.

### Colegio Santa Cruz en la actualidad
A partir del año 1901, el Colegio Santa Cruz de Río Bueno se ha ido consolidando como una institución prestigiosa gracias a su experiencia a nivel educacional y de formación valórica adquirida desde sus inicios.
Con una educación científico humanista centrada en el fortalecimiento de sí mismo, en el ámbito social, afectivo-valórico y religioso, involucrando la evolución individual en los ámbitos de apertura, autonomía y trascendencia que juegan un rol muy importante ligado a la sociedad, donde se entregan las herramientas necesarias para las modificaciones de nuestros proyectos de vida.
Desde siempre, el Colegio Santa Cruz ha sido un establecimiento educacional de prestigio y demostrado junto a los otros colegios de la Congregación, ubicados en Victoria, Santiago, Villarica, Coñaripe, Temuco San Juan de la costa, Loncoche, Lonquimay, Talca y Panguipulli, el esfuerzo de las hermanas llegadas hace más de un siglo.